# Jucheon-myeon, Jinan-gun
Jucheon-myeon (koreanska: 주천면) är en socken i Sydkorea.  Den ligger i kommunen Jinan-gun och provinsen Norra Jeolla, i den centrala delen av landet, 180 km söder om huvudstaden Seoul.